# Aiea
Aiea er en by i staten Hawaii i USA. Byen ligger på øen Oahu i Honolulu County. Aiea har 10.408 (2020, 2020) indbyggere.